# 1252
1252 (MCCLII) fue un año bisiesto comenzado en lunes del calendario juliano.

## Acontecimientos
- 1 de junio: Subida al trono de Alfonso X el Sabio, rey de Castilla y León e hijo de Fernando III el Santo, que impulsó la escritura del castellano.
- 25 de diciembre: Cristóbal I es coronado Rey de Dinamarca.
- Creación del Señorío de Villena a favor del infante Manuel de Castilla.
- Se funda la ciudad lituana de Klaipėda por la Orden Teutónica.

## Nacimientos
- 25 de marzo - Conradino de Hohenstaufen, rey de Sicilia y de Jerusalén.
- Isabel de Ibelín, señora de Beirut.

## Fallecimientos
- Fernando III el Santo, rey de Castilla y León. Hijo del rey Alfonso IX de León y de la reina Berenguela de Castilla.
- Blanca de Castilla, hija de Alfonso VIII de Castilla y de la reina Leonor de Plantagenet. Contrajo matrimonio con Luis VIII de Francia y fue madre de Luis IX de Francia.
- Matilde FitzRoy,  Abadesa de Barking, hija ilegítima del rey Juan I de Inglaterra.